# Рібадеселья
Рібадеселья (ісп. Ribadesella, аст. Ribeseya) — муніципалітет в Іспанії, у складі автономної спільноти Астурія. Населення — 6296 осіб (2009).
Муніципалітет розташований на відстані близько 350 км на північ від Мадрида, 65 км на схід від Ов'єдо.
Муніципалітет складається з таких паррокій: Бербес, Кольєра, Хунко, Лесес, Лінарес, Моро, Рібадеселья, Сантіанес, Усіо.

## Демографія
Динаміка населення (INE ):

## Галерея зображень

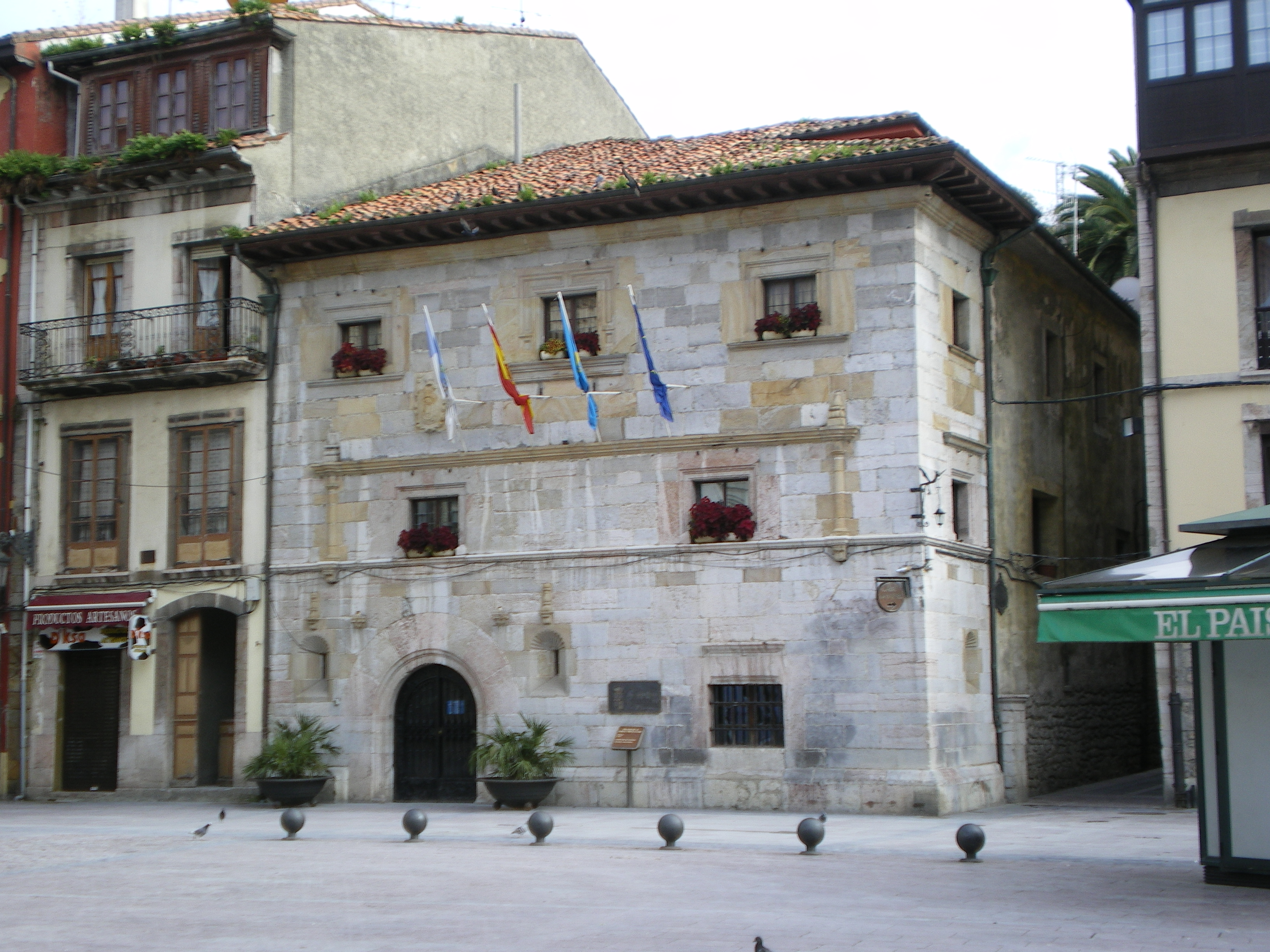
Муніципальна рада
Розташування муніципалітету Рібадеселья в Астурії
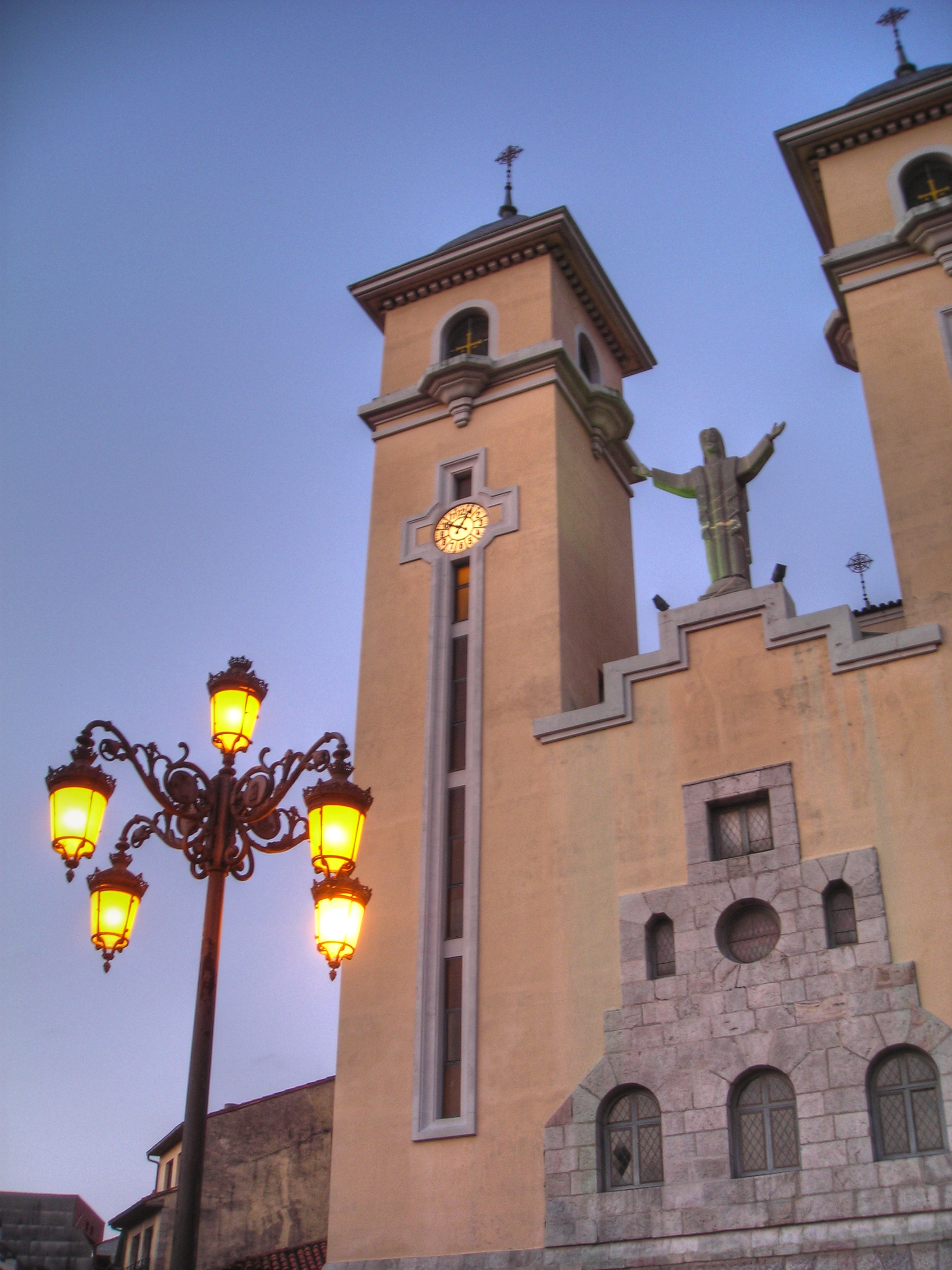
Парафіяльна церква Санта-Марія-Магдалена